# Gianfranco Ciabatti
Gianfranco Ciabatti (Ponsacco, 1936 – Prato, 15 febbraio 1994) è stato un sindacalista e poeta italiano.

## Biografia
Negli anni cinquanta ha collaborato con Danilo Dolci. Si è poi laureato in legge a Pisa nel 1959 ed è stato successivamente arrestato per obiezione di coscienza. Ha poi partecipato attivamente ai movimenti del '68. Ha svolto lavori disparati (muratore, operaio, insegnante) tra cui, per alcuni anni, quello di redattore editoriale per la casa editrice fiorentina Sansoni. Ha fondato due riviste di ispirazione marxista, Nuovo Impegno e La contraddizione. Ha collaborato anche con Alfabeta, Allegoria, L'immaginazione e altri periodici.
Ha esordito come poeta nel 1980, con alcuni testi selezionati da Franco Fortini nella prima antologia Nuovi poeti italiani di Einaudi. Sono seguite le raccolte Preavvisi al reo (1985), Prima persona plurale (1988), Niente di personale (1989). Postume sono uscite la raccolta di epigrammi Abicì d'anteguerra (1997) e In corpore viri (1998). 
Tra i critici che si sono interessati alla sua opera: Romano Luperini, Sebastiano Timpanaro, Franco Fortini, Enrico Testa, Pietro Cataldi, Giovanni Commare.

## Opere principali

### Poesia
- Saldi. 1958-1977 [a cura di Franco Fortini], in Nuovi poeti italiani I, Torino, Einaudi, 1980, pp. 107-55
- Preavvisi al reo, presentazione di Romano Luperini, Lecce, Manni, 1985
- Prima persona plurale. Non-poesie civili o refutabili 1959-1988, introduzione di Fabrizio Bagatti, Roma, La contraddizione, 1988
- Niente di personale, prefazione di Franco Fortini, Firenze, Sansoni, 1989
- Abicì d'anteguerra, premessa di Sebastiano Timpanaro, Napoli, La città del sole, 1997
- In corpore viri. Cinque esperimenti, Venezia, Marsilio, 1998

### Saggistica
- Riferimento sul sindacato tra riformismo e lotta di base, in Lavoro scienza potere, a cura di Maria Turchetto, Milano, Feltrinelli, 1981, pp. 59-88